# Catalpa brevipes
Catalpa brevipes es una especie de plantas perteneciente a la familia  Bignoniaceae. Se encuentra en Cuba, la República Dominicana, y Haití. Se la trata en estado de protección por peligro de extinción.

## Distribución
Se encuentra en los bosques secos en Cuba, este pequeño árbol se conoce por las colinas de piedra caliza de Baire en la parte norte de la Sierra Maestra y de la piedra caliza costera de Cabo Cruz. También se ha recogido de Azua en la República Dominicana y el Macizo de la Hotte en Haití.

## Taxonomía
Catalpa brevipes fue descrita por Ignatz Urban  y publicado en Repertorium Specierum Novarum Regni Vegetabilis 24: 12. 1928.
Etimología
Ver: Catalpa
brevipes: epíteto latino que significa "con pie corto".
Sinonimia
- Catalpa brevipes var. ekmaniana (Urb.) Paclt
- Catalpa brevipes subsp. ekmaniana (Urb.) Borhidi
- Catalpa brevipes var. oblongata (Urb. & Ekman) Paclt
- Catalpa brevipes subsp. oblongata (Urb. & Ekman) Borhidi
- Catalpa ekmaniana Urb.
- Catalpa oblongata Urb. & Ekman[4][5]